# Poland (Maine)
Poland és una població dels Estats Units a l'estat de Maine (EUA). Segons el cens del 2000 tenia 4.866 habitants.

## Demografia
Segons el cens del 2000, Poland tenia 4.866 habitants, 1.845 habitatges, i 1.437 famílies. La densitat de població era de 44,4 habitants/km².
Dels 1.845 habitatges en un 35,4% hi vivien nens de menys de 18 anys, en un 64,8% hi vivien parelles casades, en un 8,6% dones solteres, i en un 22,1% no eren unitats familiars. En el 16,1% dels habitatges hi vivien persones soles el 5,6% de les quals corresponia a persones de 65 anys o més que vivien soles. El nombre mitjà de persones vivint en cada habitatge era de 2,63 i el nombre mitjà de persones que vivien en cada família era de 2,92.
Per edats la població es repartia de la següent manera: un 25,3% tenia menys de 18 anys, un 5,7% entre 18 i 24, un 31,6% entre 25 i 44, un 27,5% de 45 a 60 i un 10% 65 anys o més.
L'edat mediana era de 38 anys. Per cada 100 dones de 18 o més anys hi havia 100,5 homes.
La renda mediana per habitatge era de 47.824 $ i la renda mediana per família de 55.427 $. Els homes tenien una renda mediana de 33.284 $ mentre que les dones 23.926 $. La renda per capita de la població era de 22.346 $. Entorn de l'1,8% de les famílies i el 3,4% de la població estaven per davall del llindar de pobresa.